# هارولد وايلد
هارولد وايلد (3 فبراير 1891 في المملكة المتحدة - 8 أغسطس 1977 في المملكة المتحدة) (بالإنجليزية: Harold Wild)‏ هو لاعب كريكت بريطاني وبريطاني (وحمل سابقاً جنسية المملكة المتحدة لبريطانيا العظمى وأيرلندا). لعب مع نادي مقاطعة ديربيشاير للكريكت ‏.